# 신흥식 (1949년)
신흥식(申興植, 1949년 10월 7일, 전라남도 곡성군 ~ )은 대한민국의 제5·6대 서울특별시 영등포구의원이다.

## 학력
- 숭의고등학교 졸업
- 동양공업전문대학 기계설계과 졸업
- 한국방송통신대학교 행정학과 졸업

## 경력
- 육군 7사단 병장 만기 제대
- (주)신우기전 대표
- 청소년 지도협의회 회장
- 새마을금고 이사
- 신길1동 새마을금고 부이사장
- 체육회 이사
- 신길1동 자율방범대 고문
- 신길교회축구선교단 총무
- 서울특별시 월드컵문화시민운동협의회 자문위원
- 푸른영등포신문사 정책자문위원
- 서울지방검찰청 남부지청 범죄예방위원
- 서울영신초등학교 교육자문위원
- 서울영신초등학교 환경심의위원
- 새천년민주당 서울특별시 신길1동 시정자문위원
- 신길1동 재향군인회 이사
- 신길교회 집사
- 열린우리당 서울특별시당 경제특별위원회 부위원장
- 노량진경찰서 치안행정자문위원
- 법무부 갱생보호위원회 영등포구 협의회 권한대행 회장
- 국가기술자격 및 면허증 7종 취득
- 국가공인 민간자격증 3종 취득(교원자격증, 범죄예방전문지도사, 부동산경매상담사)
- 2006.07 ~ 2010.06 제5대 서울특별시 영등포구의회 의원
- 2006.07 ~ 2008.07 제5대 서울특별시 영등포구의회 전반기 운영위원회 위원
- 2006.07 ~ 2008.07 제5대 서울특별시 영등포구의회 전반기 사회건설위원회 위원
- 2006.07 ~ 2008.07 제5대 서울특별시 영등포구의회 전반기 예산결산특별위원회 위원
- 2008.07 ~ 2010.06 제5대 서울특별시 영등포구의회 후반기 사회건설위원회 위원
- 2008.07 ~ 2010.06 제5대 서울특별시 영등포구의회 후반기 예산결산특별위원회 위원
- 제8대 숭의고등학교 학생회장
- 여의동 주민자치위원회 고문
- 신길1동 주민자치위원회 고문
- 민주평화통일자문회의 영등포구 자문위원
- 영등포구 보육정책심의위원회 위원
- 영등포구 청소년 육성위원회 위원
- 영등포구 노인복지위원회 위원
- 영등포구 장애인 복지위원회 위원
- 민주당 서울특별시당 영등포구 을 지역위원회 부위원장
- 2010.07 ~ 2014.06 제6대 서울특별시 영등포구의회 의원
- 2010.07 ~ 2012.07 제6대 서울특별시 영등포구의회 전반기 사회건설위원회 위원
- 2010.07 ~ 2012.07 제6대 서울특별시 영등포구의회 전반기 예산결산특별위원회 위원
- 2012.07 ~ 2014.06 제6대 서울특별시 영등포구의회 후반기 행정위원회 위원
- 새정치민주연합 서울특별시당 창당발기인
- 영등포구 교육발전협의회 위원
- 영등포구 보건의료심의위원회 위원
- 영등포구 규제개혁심의위원회 위원
- 더불어민주당 서울특별시당 영등포구 을 지역위원회 사무국장
- 2022.07 ~ 제9대 서울특별시 영등포구의회 의원
- 2022.07 ~ 2024.06  제9대 서울특별시 영등포구의회 전반기 행정위원회 위원장
- 2024.07 ~ 제9대 서울특별시 영등포구의회 후반기 운영위원회 위원
- 2024.07 ~ 제9대 서울특별시 영등포구의회 후반기 행정위원회 위원
- 2025.07 ~ 더불어민주당 서울특별시당 영등포구 을 지역위원회 위원장

## 수상
- 자랑스런 서울시민상 수상
- 행정자치부 장관 표창
- 법무부 장관 표창
- 문화체육부 장관 표창
- 김대중 대통령 당선자 표창 및 감사패
- 노무현 대통령 당선자 표창 및 감사패
- 시민일보 의정대상

## 역대 선거 결과
|  | 45.50% |

|  | 21.03% |

|  | 36.30% |

|  | 8.21% |

|  | 0% |